# Xã McCrea, Quận Marshall, Minnesota
Xã McCrea (tiếng Anh: McCrea Township) là một xã thuộc quận Marshall, tiểu bang Minnesota, Hoa Kỳ. Năm 2010, dân số của xã này là 241 người.